# Kiściec czarny
Kiściec czarny (Lophura inornata) – gatunek dużego ptaka z rodziny kurowatych (Phasianidae). Występuje endemicznie na Sumatrze. Bliski zagrożenia wyginięciem. Bardzo słabo poznany w naturze.

## Taksonomia
Po raz pierwszy gatunek opisał Tommaso Salvadori w 1879 na podstawie holotypu z góry Singgalang (zachodnia Sumatra). Nowemu gatunkowi nadał nazwę Acomus inornatus. Obecnie (2020) Międzynarodowy Komitet Ornitologiczny (IOC) umieszcza kiśćca czarnego w rodzaju Lophura. Uznaje dwa podgatunki: kiśćca czarnego (L. (i.) inornata) i jednobarwnego (L. (i.) hoogerwerfi). Takson hoogerwerfi był wcześniej uznawany przez IOC za osobny gatunek. Przedstawiciele obydwu podgatunków są słabo poznani. Wygląd samca kiśćca jednobarwnego długo pozostawał nieznany; obecnie wiadomo, że w terenie samce obydwu tych kiśćców są nieodróżnialne; różnią się jedynie kolorem nóg.

## Morfologia
Długość ciała wynosi 46–55 cm; masa ciała u dwóch przedstawicieli L. i. hoogerwerfii: 670–700 g. Długość skrzydła wynosi 213–230 mm u samca, 208–228 mm u samicy; długość ogona 152–170 mm u samca, 145–150 mm u samicy; długość skoku u samca: 70–75 mm. Występuje dymorfizm płciowy w upierzeniu i w rozmiarach (samce nieco większe od samic). U samca upierzenie jest niemal całkowicie niebieskoczarne. Większość piór ma barwę czarną i niebieskie, metalicznie połyskujące końcówki. Wyłącznie lotki i sterówki są czarne. U samców podgatunku nominatywnego nogi są jasnoszare, u przedstawicieli L. i. hoogerwerfii niebieskoszare. Widoczne niewielkie ostrogi. Dziób jasny, tęczówka pomarańczowoczerwona. Występuje żółtawa albo oliwkowa obrączka oczna i płat nagiej czerwonej skóry. Samica jest głównie brązowokasztanowa. Każde z piór tułowia i pokrywy skrzydłowe mają płowy środek i brązowe krawędzie. Gardło jasnobrązowe, lotki brązowe, sterówki ciemnobrązowe. Tęczówka brązowa ciemniejsza niż u samca. U samicy występuje żółtawa obrączka oczna i płat nagiej skóry na głowie. Nogi szare, bez ostróg. Osobniki młodociane podobne są do samic.

## Zasięg występowania
Przedstawiciele L. i. hoogerwerfi (Chasen, 1939) zamieszkują sumatrzańskie prowincje Aceh i Sumatra Północna, zaś reprezentanci L. i. inornata (Salvadori, 1879) centralną i południową część pasma Barisan.

## Ekologia i zachowanie
Środowiskiem życia kiśćców czarnych są górskie lasy. Odnotowywane były na wysokości 650–2200 m n.p.m., przeważnie około 800 m n.p.m. Zamieszkują pierwotne lasy, regularnie pojawiają się również w zadrzewieniach wtórnych i na plantacjach (m.in. eukaliptusów), jeżeli sąsiadują z pierwotnymi lasami. Preferuje środowiska o gęstym podszycie. Niewiele wiadomo o zwyczajach tych kiśćców. Najczęściej widywane są w parach. Nie wiadomo, czym żywią się te bażanty w naturze.

### Lęgi
Brak danych o lęgach na wolności w przypadku podgatunku nominatywnego. O ptakach z podgatunku L. i. hoogerwerfi wiadomo tyle, że w lutym 1979 na wysokości 1800 m n.p.m. znaleziono gniazdo z dwoma jajami. Pozostałe dane pochodzą z niewoli. Najprawdopodobniej kiśćce czarne są poligamiczne. Zniesienie składa się z 2 jaj o czekoladowobrązowej skorupce. Przeciętne wymiary jaja to 50,8 na 36,8 mm, masa świeżo złożonego jaja: 36,7 g. Inkubacja trwa 22 dni.

## Status
IUCN uznaje kiśćca czarnego za gatunek bliski zagrożenia wyginięciem (NT, Near Threatened) od 2014 roku (stan w 2020). Zagrożeniem dla tych ptaków jest wycinka lasów pod tereny rolnicze, w części zasięgu problemem są również polowania. Podgatunek L. i. hoogerwerfii długo znany był tylko z dwóch samic, odłowionych w 1937 i 1939. Kolejnych obserwacji tego podgatunku dokonano dopiero w 1979. Część ptaków tego podgatunku przetrzymywana jest w hodowlach w zachodniej części Jawy. Są to ptaki hodowlane; w Europie pojawiły się w czerwcu 1939. W grudniu 2015 oglądać je można było w 11 publicznie dostępnych kolekcjach.